# قائمة قرارات الأمم المتحدة المتعلقة بالعراق

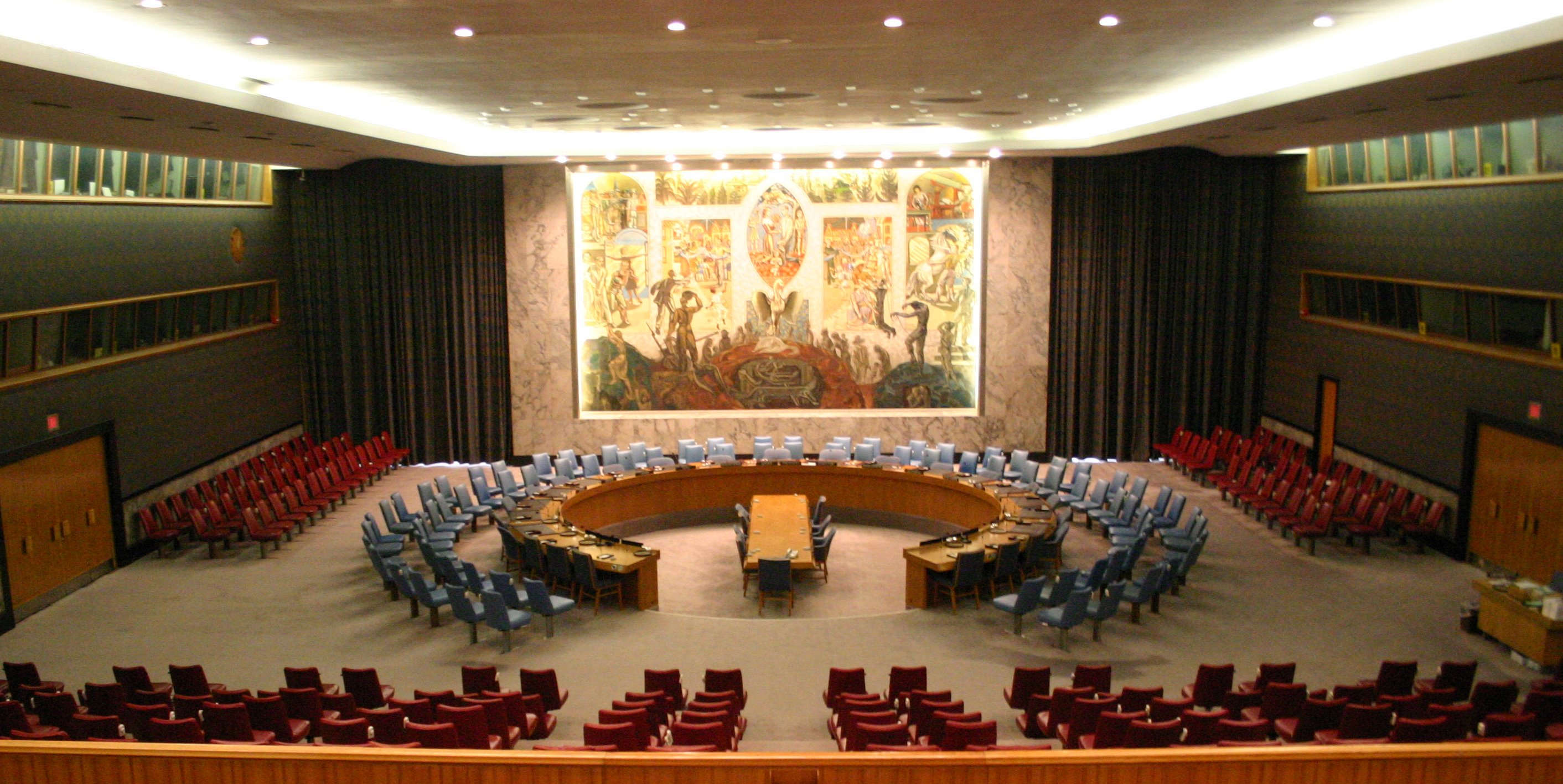
مجلس الأمن يتخذ قراراته في مقره في نيويورك

أصدر مجلس الأمن خلال الأعوام من 1990 - 2000 ثلاثة وخمسين قراراً خاصاً بحالة العراق، أهمها قرار فرض الحصار على العراق، وقرار إخراج العراق من الكويت ولو باستخدام القوة، وقرار النفط مقابل الغذاء. وكان أول هذه القرارات هو القرار رقم 660 الذي صدر في 2/8/1990 وهو نفس اليوم الذي دخلت فيه القوات العراقية الأراض الكويتية، دعا فيه العراق الخروج من الكويت مباشرة وبدون شروط، ثم اتخذ قرارات عدة تفرض عقوبات اقتصادية، وتدمير أسلحة العراق، ثم كان قرار النفط مقابل الغذاء لتخفيف آثار الحصار على الشعب العراقي. اتخذ مجلس الأمن الدولي سبعة عشر قرارا متعلقا ببرنامج النفط مقابل الغذاء، بدأ أولها في الرابع عشر من نيسان 1995 وهو القرار رقم 986، وتلا ذلك عدة قرارات تتابع تطبيق هذا القرار وتمدد فترته كل ستة أشهر، وهي كالآتي: القرار (1051)، القرار (1111)، القرار (1129)، القرار (1143)، القرار (1153)، القرار (1158)، القرار (1175)، القرار (1210)، القرار (1242)، القرار(1266)، القرار (1275)، القرار (1280)، القرار (1281)، القرار (1284)، القرار (1293)، القرار (1302). بعد عزو العراق ورفع الحصار والعقوبات المفروضة عليه تغيرت طبيعة القرارات المتخذة بخصوصه، فيما بعد ما يلي قائمة قرارات الأمم المتحدة المتعلقة بالعراق;

## قرارات مجلس الأمن
| القرار | التاريخ                    | التصويت                                | يتعلق بـ |
| ------ | -------------------------- | -------------------------------------- | --- |
| 348    | 28 مايو/أيار 1974          | أعتمد بأغلبية 14 صوتاً ولم تشترك الصين. | لتهدئة الوضع وإعادة العلاقات بسبب قطع العراق مع إيران العلاقات بسبب أزمة الجزر الخليجية. |
| 479    | 28 سبتمبر/أيلول 1980       | بالإجماع                               | تذكير الدولتين بعدم استخدام القوة والكف عن الحرب واللجوء إلى المفاوضات |
| 487    | 19 يونيو/حزيران 1981       | بالإجماع                               | أدانة للهجوم الذي شنته إسرائيل على مفاعل تموز وأجازة للعراق بطلب تعويض. |
| 514    | 12 تموز/يوليو 1982         | بالإجماع                               | تذكير بالقرار رقم 479 أعرب عن قلقه إزاء طول الصراع بين العراق وإيران داعياً إلى وقف إطلاق النار والانسحاب إلى الحدود المعترف بها. |
| 522    | 4 أكتوبر/تشرين الأول 1982  | بالإجماع                               | قرار تذكيري بالقرار 479 والقرار 514، ودعا فيه المجلس إلى وقف فوري لإطلاق النار، وانسحاب كلا الجانبين إلى حدودهما المعترف بها دولياً. |
| 520    | 13 أكتوبر/تشرين الأول 1983 | ثلاثة أمتنع من أصل 15                  | أراد زيادة التعاون بين حكومتي العراق وإيران، وأن يكون هنالك وساطة في المنطقة. |
| 582    | 24 فبراير/شباط 1986        | بالإجماع                               | أعرب عن أسفه باستمرار الصراع وأدان تصعيد الصراع. |
| 588    | 20 يوليو/تموز 1986         | بالإجماع                               | تذكير بتنفيد قرار رقم 582 |
| 598    | 20 يوليو/تموز 1987         | بالإجماع                               | دعا إلى وقف فوري لإطلاق النار بين العراق وإيران وإعادة أسرى الحرب، وإنسحاب الطرفين إلى الحدود الدولية، وأصبح نافذاً في 8 أغسطس 1988، منهياً كل العمليات القتالية بين البلدين والحرب. وقبل كل البلدين القرار. |
| 612    | 26 أغسطس/آب 1988           | بالإجماع                               | أدان استخدام الأسلحة الكيميائية بين العراق وإيران، بعد وجود دليل على استخدامها. |
| 619    | 9 أغسطس/آب 1987            | بالإجماع                               | لتنفيذ الفقرة الثانية من القرار رقم 598 |
| 620    | 26 أغسطس/آب 1988           | بالإجماع                               | أشار إلى القرار 612 الذي وجد دليلاً على استخدام الأسلحة الكيمياوية بين العراق وإيران، وأدان المجلس ذلك. |
| 631    | 8 فبراير/شباط 1989         | بالإجماع                               | استذكار قرارات 598 و618 وإنشاء مجموعة المراقبة العكرية التابعة لأمم المتحدة في العراق وإيران. |
| 642    | 29 سبتمبر/أيلول 1989       | بالإجماع                               | استذكار لقرارات رقم 598 و618 و631 ولتجديد عمل البعثة إلى ستة أشهر أخرى حتى 31 مارس 1990. |
| 651    | 29 مارس/آذار 1990          | بالإجماع                               | تذكير بالقرار رقم 598 ورقم 619 ورقم 631 ورقم 642، ونداء للعرق وإيران لتنفيذ قرار رقم 598، ولتجديد المجموعة إلى ستة أشهر أخرى حتر 30 سبتمبر 1990. |
| 660    | 2 أغسطس/آب 1990            | أمتنعت اليمن عن التصويت                | أدان الغزو العراقي للكويت، وطلب انسحاب القوات العراقية إلى مواقعها في 1 أغسطس/آب 1990، ودعا العراق والكويت إلى الدخول في مفاوضات. |
| 661    | 6 أغسطس/آب 1990            | امتناع كل من كوبا، واليمن.             | أكد قرار رقم 660، وقرر منع استيراد أي من السلع والمنتجات التي يكون مصدرها العراق أو الكويت، وأن تمنتع جميع الدول عن توفيرة أية أموال أو موارد مالية أو اقتصادية لحكومة العراق لأي مشاريع تجارية أو صناعية أو للمرافق العامة في العراق والكويت، فيما عدا الأغراض الطبية والإنسانية والمواد الغذائية في الظروف الإنسانية، وتشكيل لجنة تقدم تقارير إلى المجلس في التقدم المحرز في تنفيذ هذا القرار. |
| 662    | 9 أغسطس/آب 1990            | بالإجماع                               | أشار إلى القرار رقم 660، و661، وقال أن قرار ضم الكويت للعراق هو ليس لهُ صلاحية قانونية وباطل ولاغِ |
| 664    | 18 أغسطس/آب 1990           | بالإجماع                               | تأكيد قرارات رقم 660 و661 و662، وأقر بتسهيل خروج المواطنين من دول العالم الثالث من داخل العراق والكويت. |
| 665    | 25 أغسطس/آب 1990           | أمتنعت كوبا واليمن                     | المطالبة بالتطبيق الكامل والفوري لقراراته 660 و661 و662 و664. |
| 666    | 13 سبتمبر/أيلول 1990       | أمتنعت كوبا واليمن                     | استذكار القرارين 661 و664 اللذان ناقشا الحالة الإنسانية في العراق والكويت واحتجاز مواطنين من بلدان أجنبية، |
| 677    | 16 سبتمبر/أيلول 1990       | بالإجماع                               | |
| 669    | 24 سبتمبر/أيلول 1990       | بالإجماع                               | |
| 670    | 25 سبتمبر/أيلول 1990       | صوتت كوبا بالضد                        | |
| 671    | 27 سبتمبر/أيلول 1990       | بالإجماع                               | |
| 674    | 29 أكتوبر/تشرين الأول 1990 | أمتنع كل من اليمن وكوبا                | |
| 676    | 28 نوفمبر 1990             | بالإجماع                               | |
| 677    | 28 نوفمبر 1990             | بالإجماع                               | |
| 678    | 29 نوفمبر 1990             | أمتنعت الصين عن التصويت                | |
| 685    | 31 يناير/كانون الثاني 1991 |                                        | |